# Baudolino
Baudolino is een schelmenroman van Umberto Eco die zich afspeelt in de 12e eeuw.
Baudolino is een raamvertelling: bijna het hele verhaal is een terugblik van de hoofdpersoon Baudolino (een enkele keer die van Nicetas), die tijdens de verwoesting van Constantinopel door de kruisvaarders in 1204, aldaar zijn wedervaren vertelt aan de (historische) Griekse geschiedschrijver Nicetas Choniates.
Baudolino is overduidelijk een fantast, en vertelt dat ook eerlijk aan Nicetas; het is voor hem (en de lezer) echter nooit precies duidelijk waar de waarheid ophoudt en Baudolino's (en Umberto Eco's) fantasie begint. De gehele roman is een spel met de historische werkelijkheid.

## Verhaal
| Parapluvoet | Duivelman  |
| Hoofdloos | Grote oren |
| Verschillende vreemde personages komen in de roman voor zoals wordt vertolkt in de Neurenbergse kronieken. Deze schepsels en vele anderen werden allemaal beschreven en van naam voorzien door Plinius de Oudere in zijn Naturalis historia uit het jaar 77 |            |

Op het moment van vertellen is Baudolino 65 jaar oud. Zijn verhaal begint als hij een jongen van een jaar of veertien is, van eenvoudige komaf, in een dorpje op de plaats waar niet veel later de stad Alessandria zal verrijzen. Bij toeval komt Baudolino in contact met keizer Frederik I Barbarossa, die gecharmeerd is van de gewiekstheid van de knaap, hem als zoon adopteert en meeneemt op zijn veldtochten. Baudolino wordt aan het hof alom gerespecteerd door zijn uitspraken die veelal zijn ingegeven door een mengeling van naïviteit en boerenslimheid. Barbarossa leunt zwaar op zijn oordeel en Baudolino zal er ten overstaan van Nicetas dan ook prat op gaan dat hij grote invloed gehad heeft op het doen en laten van Barbarossa en dus ook op het verloop van de geschiedenis.
Baudolino gaat met Barbarossa mee op de Derde Kruistocht. Op de heenweg overlijdt Barbarossa, door een bizar ongeluk (of wellicht is het geen ongeluk) waar Baudolino en een groepje andere vertrouwelingen van de keizer op een complexe manier bij betrokken zijn. Uit angst dat men de ware toedracht niet zal geloven en Baudolino c.s. voor de dood van de keizer verantwoordelijk zal houden, wordt besloten Barbarossa (die in het verhaal een goede zwemmer is) in een riviertje te gooien, zodat het lijkt alsof hij verdronken is; de historische doodsoorzaak van Barbarossa. Verderop in het verhaal wordt overigens duidelijk dat de keizer niet dood was, maar bewusteloos, waardoor hij dus alsnog verdrinkt, zonder dat Baudolino dat doorheeft, waarmee de auteur zijn eigen complexe "geschiedvervalsing" weer ongedaan maakt.
Baudolino trekt met een groepje oostwaarts, naar het rijk van Priester Johannes. Onderweg komen ze door landstreken die gevuld zijn met steeds fantastischer volkeren en natuurlijke (op het laatst magische) obstakels. Ook het rijk van Johannes is bevolkt met allerhande antipoden en fabelwezens die allemaal verschillende (historische) stromingen van het christendom aanhangen.
Als Baudolino er niet geweest was, had de geschiedenis er heel anders uitgezien, is de moraal van Baudolino’s verhaal. Echter, Nicetas ziet Baudolino als een geboren leugenaar en neemt hetgeen hij hem vertelt dus ook met een flinke korrel zout. Hij zal uiteindelijk besluiten de `verzinsels’ van Baudolino niet in zijn geschiedschrijving op te nemen.